# Felipe II de Schaumburg-Lippe
El Conde Felipe II Ernesto de Schaumburg-Lippe (5 de julio de 1723 - 13 de febrero de 1787) fue gobernante de los condados de Lippe-Alverdissen y Schaumburg-Lippe.

## Biografía
Nació en Rinteln, siendo el hijo del Conde Federico Ernesto de Lippe-Alverdissen (1694-1777) y su esposa Isabel Filipina von Friesenhausen. Su padre era el hijo del Conde Felipe Ernesto I, el fundador de la línea Lippe-Alverdissen de la Casa de Schaumburg-Lippe, y su esposa la Duquesa Dorotea Amalia de Schleswig-Holstein-Sonderburg-Beck (1656-1739).
Sucedió a su padre como Conde de Lippe-Alverdissen en 1749 y gobernó hasta que heredó los territorios de Schaumburg-Lippe tras la muerte de su primo Guillermo el 10 de septiembre de 1777. Reinó como Conde hasta su muerte el 13 de febrero de 1787 cuando fue sucedido por su único hijo superviviente, Jorge Guillermo.

## Matrimonio y descendencia
Contrajo matrimonio por primera vez el 6 de mayo de 1756 en Weimar con la Duquesa Ernestina Albertina de Sajonia-Weimar (1727-1769), la hija del Duque Ernesto Augusto I de Sajonia-Weimar. De este matrimonio tuvo cuatro hijos:
- Conde Clemente Augusto (1757-1757)
- Conde Carlos Guillermo (1759-1780)
- Conde Jorge Carlos (1760-1776)
- Condesa Federica Antonieta (1762-1777)

Contrajo matrimonio por segunda vez el 10 de octubre de 1780 en Philippsthal con la Landgravina Juliana de Hesse-Philippsthal (1761-1799); tuvieron cuatro hijos:
- Condesa Leonor Luisa (1781-1783)
- Condesa Guillermina Carlota (1783-1858)
- Conde Jorge Guillermo (1784-1860)
- Condesa Carolina Luisa (1786-1846)